# Konfrontacja Sztuk Walki
Konfrontacja Sztuk Walki, bättre känt genom sina initialer KSW. Sett som polens ledande MMA-organisation, och även som en av europas ledande organisationer.

## Bakgrund
Martin Lewandowski jobbade som manager vid Marriott i Warszawa när han mötte Maciej Kawulski 2002. Kawulski drev en av Polens största sportexpon och eftersom de båda hade en bakgrund inom kampsport fann de snart varandra. Arton månader senare var den första KSW-galan född.

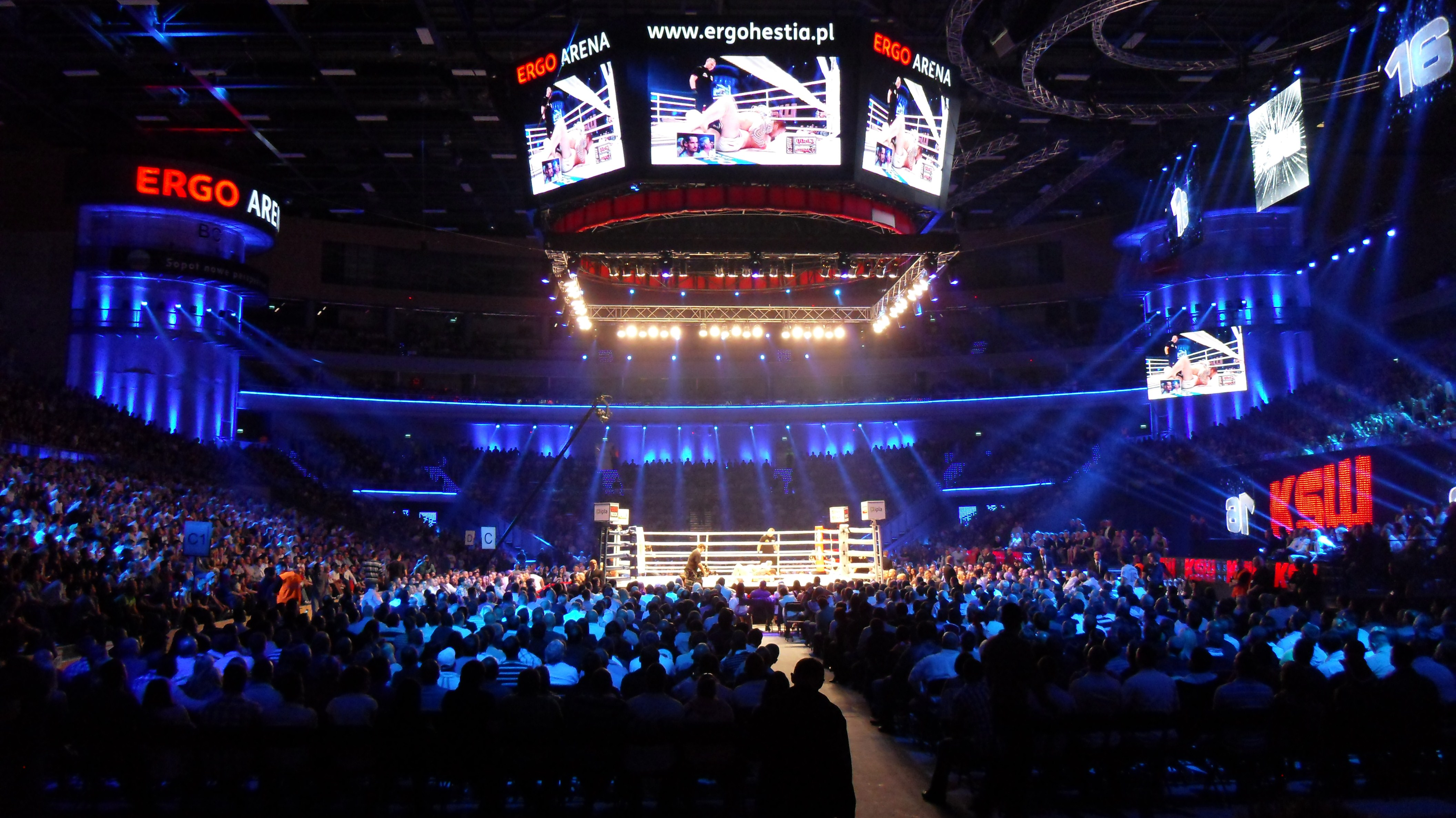
KSW 16

Från den 1 december 2011 (KSW 17) delas ekonomiska bonusar ut i följande kategorier: knockout, submission och kvällens kamp. Från 3 december 2017 (KSW 37) även i kategorin Nattens prestation.
Tävlingen ägde rum i formatet 4 eller 8-personers turneringar (fram till 2011) och singelkamper. Sedan starten av organisationens existens 2004 har slagsmål på KSW-galor genomförts i en boxningsring. Från gala nummer 27 i maj 2014 utspelar sig slagsmålen i en rund bur.
Organisationen nominerades till World MMA Awards 2017 och 2018.
Den 18 juni 2022, för första gången i KSW:s historia, var det en kickboxningskamp baserad på K-1-formeln i små handskar, där Marcin Różalski och Errol Zimmerman kämpade.
Den rekordstora KSW 39: Colosseum Gala samlade nästan 58 000 människor den 27 maj 2017 på Nationalstadion. tittare, rankad bland de tre största sportevenemangen i Polen när det gäller publik.
Den 10 maj 2023 tillkännagav KSW-förbundet införandet av Hall of Fame, d.v.s. sin egen Hall of Fame, avsett att uppmärksamma spelare varje år, såväl som andra personer som har gjort ett unikt bidrag till organisationens historia. Den första hedrade spelaren som valdes in i Hall of Fame var tidigare KSW-kommentator och den första KSW-turneringsmästaren, Łukasz "Juras" Jurkowski.
Den 24 februari 2024 ägde en speciell XTB KSW Epic gala rum, med fokus på att organisera slagsmål i andra formler än bara MMA.

## KSW Team
Flera atleter som varit framgångsrika inom KSW har sedan skrivit på för andra, större organisationer som UFC. KSW har sitt eget team, KSW Team, som består av ett antal av organisationens mest framgångsrika atleter. Bland andra Mamed Chalidov och Jan Błachowicz.

## Sändningsavtal
KSW sänder nationellt och internationellt över olika kanaler.
| TV-kanaler | TV-kanaler    | TV-kanaler         |
| ---------- | ------------- | ------------------ |
| Polen      | Polsat        | Polsat             |
| Europa     | Polsat Sport  | Polsat Sport Extra |
| Internet   | www.kswtv.com | www.kswtv.com      |

## Nuvarande mästare
| Herrar              | Herrar              | Herrar                   | Herrar                          | Herrar                          | Herrar       |
| Viktklass (maxvikt) | Viktklass (maxvikt) | Mästare                  | Regerande mästare sedan         | Regerande mästare sedan         | Titelförsvar |
| ------------------- | ------------------- | ------------------------ | ------------------------------- | ------------------------------- | ------------ |
| Bantamvikt          | (61 kg)             | Sebastian Przybysz (POL) | 25 januari 2025 (XTB KSW 102)   | 25 januari 2025 (XTB KSW 102)   | 1            |
| Interim fjädervikt  | (66 kg)             | Salahdine Parnasse (FRA) | 18 december 2021 (KSW 65)       | 18 december 2021 (KSW 65)       | 2            |
| Lättvikt            | (70 kg)             | Salahdine Parnasse (FRA) | 3 juni 2023                     | 3 juni 2023                     | 3            |
| Weltervikt          | (77 kg)             | Adrian Bartosiński (POL) | 22 april 2023 (XTB KSW 81)      | 22 april 2023 (XTB KSW 81)      | 3            |
| Mellanvikt          | (84 kg)             | Paweł Pawlak (POL)       | 3 juni 2023 (XTB KSW 83)        | 3 juni 2023 (XTB KSW 83)        | 2            |
| Lätt tungvikt       | (93 kg)             | Rafał Haratyk (POL)      | 24 februari 2024 (XTB KSW Epic) | 24 februari 2024 (XTB KSW Epic) | 1            |
| Tungvikt            | (120 kg)            | Phil De Fries (ENG)      | 14 april 2018 (KSW 43)          | 14 april 2018 (KSW 43)          | 12           |
| Damer               |                     |                          |                                 |                                 |              |
| Viktklass (maxvikt) | Viktklass (maxvikt) | Mästare                  | Regerande mästare sedan         | Regerande mästare sedan         | Titelförsvar |
| Stråvikt            | (57 kg)             | Vakant                   | 21 september 2015 ()            | 9 år och 307 dagar              |              |
| Flugvikt            | (66 kg)             | Vakant                   | 23 september 2018 ()            | 6 år och 305 dagar              |              |